# 이한빈 (1926년)
이한빈(李漢彬, 1926년 2월 9일~2004년 1월 21일)은 대한민국의 공무원 겸 외교관 출신의 정치인 겸 교육인이다. 본관은 용인이고 호는 덕산(德山)이며, 일제 시대 당시 함남 함주 덕산면 회양리 출생으로 해방 후 월남한 실향민 출신이다.

## 학력
- 1949년 : 서울대학교 영어영문학과 영문학 학사
- 1951년 : 하버드 경영대학원 경영학 석사(M.B.A.)
- 1977년 : 서울대학교 대학원 철학과 철학 박사

## 경력
- 1946년 을유 해방 1주년을 즈음해 일가족들이 당시의 이한빈이 서울대학교(구. 경성제국대학교)를 유학하던 미군정 조선 시대의 수도 서울로 월남했다.
- 1953년 6월, 재무부 기획처 예산국 제2과장 재직 시, 영국의 엘리자베스 2세 대관식에 수행원으로 참석하였다.[2]
- 1958년 ~ 1961년 : 재무부 예산국장
- 1961년 ~ 1961년 : 재무부 차관
- 1962년 ~ 1963년 : 주제네바 공사
- 1963년 ~ 1966년 : 주스위스 대한민국대사관 대사
- 1966년 ~ 1970년 : 서울대학교 행정대학원 교수 겸 행정대학원장 및 행정학회장
- 1973년 ~ 1977년 : 숭전대학교(현, 숭실대학교) 총장
- 1977년 ~ 1979년 : 아주공과대학(현, 아주대학교) 학장
- 1979년 ~ 1980년 : 부총리 겸 경제기획원 장관
- 1979년 ~ 1979년 : 국무총리 권한대행
- 경희대학교 평화복지대학원 교수
- 인간개발연구원 회장
- 과학기술원 이사장
- '자유지성 300인회' 공동대표
- '유산 남기지 않기 운동본부' 회원

## 수상
- 국민훈장 모란장
- 불교교육문화훈장

## 저서
- 「행정학원론」
- 「사회변동과 행정」